# Vegard Blomberg
Vegard Blomberg (født 16. september 1973) er en norsk sangskriver, musiker og komponist. Han spiller i bandet View. Han har også skrevet sange til Apoptygma Berzerk, Mortiis og Magenta. Han har også været en gæst musiker for Satyricon i 1999, men er ikke at forveksle med sin navnebror Vegard "Wargod", der i sin tid var medstifter af bandet.